# Trântorii
Trântorii (în engleză The Idle Class) este un film american de comedie din 1921 produs, scris și regizat de Charlie Chaplin pentru First National Pictures. În alte roluri interpretează actorii Edna Purviance, Mack Swain și Al Ernest Garcia.

## Distribuție
- Charles Chaplin - The Tramp / Husband
- Edna Purviance - Neglected Wife
- Mack Swain - Her Father
- Henry Bergman - Sleeping Hobo / Guest in Cop Uniform
- Al Ernest Garcia - Cop in Park / Guest
- John Rand - Golfer / Guest
- Rex Storey - Pickpocket / Guest

Lita Grey, viitoarea soție a lui Chaplin, apare în acest film.